# 首都土木委員会
首都土木委員会（しゅとどぼくいいんかい、英語: Metropolitan Board of Works、MBW）は、1855年12月からロンドン郡議会が設立される1889年3月までの間、ロンドン全体の行政管理を行っていた主要機関である。首都土木局、首都工務局、首都公共事業庁、首都事業委員会、首都圏建設委員会、首都建設委員会、首都圏建設局などとも訳される。主な責務はロンドンの急速な発展に対処するためのインフラストラクチャーを整備することであり、出来の程度の差こそあれ委員会はそれを達成した。ロンドンの土木事業を管轄する組織としてはイギリス史上初である。首都土木委員会は投票制ではなく任命制の組織であった。そのため組織の答責性が欠如しており、ロンドン市民の不評を買っていた。後年汚職にまみれた際はそれが顕著であった。

## 背景
1830年以降、鉄道通勤の増加に伴ってロンドンは急速に発展した。しかし、ロンドンの地方自治は無秩序状態であり、何百もの自治体が異なる責任範囲を持ち、その地理的な境界も重複していた。割り当てられた範囲で個別のサービスを提供するためには、これらの自治体の多くが連携する必要があった。
1835年、ロンドンを除く全ての主要都市を含んだ自治都市が設置された。 無秩序に広がる都市の中心シティ・オブ・ロンドンは、1835年都市自治体法の対象外であり、周囲の貧しいインナーシティを含むように境界を拡大する全ての動きに抵抗していた。この時、3つの州が首都圏の権限を持っていた。すなわち、ミドルセックス州がテムズ川北部とリー川西部を、サリー州が南部と南西部、そしてケント州が南東部を受け持っていた。
1837年、ロンドン全体を管轄する選挙制の機関を設立する試みがなされた。しかし、メリルボーンとウェストミンスターの裕福な地区がこれに抵抗し、最終的にこの試みは挫折した。1854年、シティ・オブ・ロンドンに関する王立委員会は、ロンドンを7つの区に分割し、首都土木委員会をそれぞれの区の代表にすることを提案した。この提案は断念されたものの、首都土木委員会自体は1855年に設立された。

## 創設

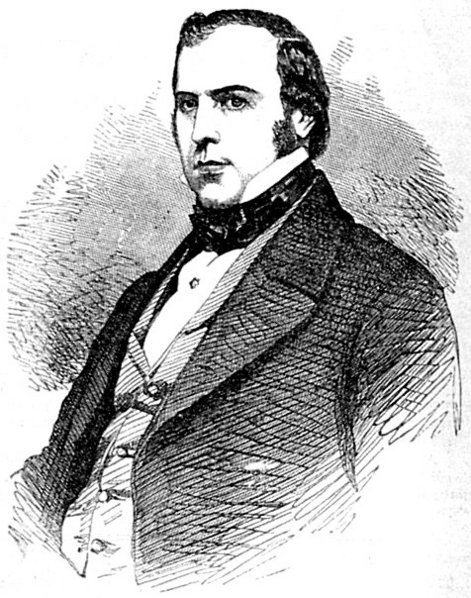
初代委員長、サー・ジョン・スウェイツ。

ロンドンの都市計画を行う地方の仕事を管理する地方自治体を作るため、議会は1855年首都運営法を可決し、首都土木委員会が創設された。また、この法律により、短命であった1845年設立の首都建築省と1848年設立の首都下水道委員会の責務を首都土木委員会が引き継ぐことになった。 委員会は「首都」、すなわち1851年の国勢調査でロンドンと呼ばれている地域を管轄した。この地域は1726年の死亡記録で定められた地域の拡大版である。石炭税が課税され、また1852年首都埋葬法に使われる地域であった首都警察管区を管轄範囲に含めるべきであるという提案もあった。
委員会は直接選挙で選ばれる機関ではなく、教区委員から推薦された主要な地方自治体のメンバーによって構成されていた。大きい教区からは2人、シティ・オブ・ロンドンからは3人の委員が選出された。教区があまりにも狭い範囲を管轄している地域もあったが、それらの地域は首都土木委員会のメンバーを推薦するため地区事業局に併合された。全部で45人の委員がおり、職権によって委員になる委員長を選出することになった。最初の推薦は1855年12月に行われ、同月22日に委員会はジョン・スウェイツを委員長に選出した。1856年1月1日、委員会は首都下水道委員会と首都建設省の権限、職務、債務を引き継いだ。

## 活動

### 下水道
主要な問題は下水道であった。ロンドンの廃棄物のほとんどはテムズ川に流れ込むままになっていた。その結果、夏場のテムズ川はすさまじい悪臭を放った。1855年と1858年の夏は特にひどく、のちに「大悪臭」として知られるようになる。首都土木委員会の重要な業績は、核となるロンドンの下水道システムの建設である。このシステムは75マイル（120km） の長さの下水本管と1000マイル（1650km）の長さの水道管を含み、下水道問題を解決した。首都土木委員会の工事の大部分は、もともと首都下水道委員会の技師であったチーフエンジニア、ジョセフ・バザルジェットの監督下にあった。

### 街路と橋
首都土木委員会が行った他の活動には、スラムの撤去や交通渋滞を緩和するための新しい道路の整備がある。最も重要な道路は、チャリング・クロス・ロード、ギャリック・ロード、ノーサンバーランド・アベニュー、シャフツベリー・アベニュー、サザーク・ストリートである。1869年以降、首都土木委員会は民営の橋を全て買い取り、通行料を無償化した。また、パトニー橋、バタシー橋、ウォータールー橋の再建を行った。さらに委員会は、ロンドン橋の東にも新たな橋を建てようとした。これは何年も議論されてきたものであった。1878年、バザルジェットは125万ポンドの費用を見積もった計画を立てたが、大蔵省は首都土木委員会の主要な資金源であった石炭・ワイン税の活用範囲を拡大することを拒否した。それにもかかわらず首都土木委員会は計画を進めたが、その私法案は最終的に庶民院によって否決された。

### 堤防
1864年より、3つの堤防からなるテムズ・エンバンクメントを建設した。

### 消防隊
1865年より首都土木委員会は帝都消防隊の責任を持つことになった 。首都土木委員会によって雇用された消防署専門の建築家には、フラム消防署とウーリッジ消防署を担当したロバート・ピアソールがいる。

### 公園とオープンスペース
1856年、法改正により、首都土木委員会は議会の承認のもと「公園、遊園地、オープンスペース」を整備する権限を得た。首都土木委員会によって買い取られた、あるいは建設された公園やオープンスペースには以下のものがある。
- フィンズベリー・パーク（1857年に買い取り、1869年に公式開園）
- サザーク・パーク（1864年に買い取り、1869年に開園）
- ヴィクトリア・エンバンクメント・ガーデンズ（1870年に開園）
- レスター・スクウェア（1874年に開設）
- ワームウッド・スクラブス（1879年より委員会の管轄）
- ハムステッド・ヒース（1886年に買い取り）
- バタシー・パーク、 ケニントン・パーク、ヴィクトリア・パーク、ベスナル・グリーン博物館（現V&A子供博物館）周辺の庭園 (1887年に公共事業庁から継承）
- クラパム・コモン（1887年より委員会の管轄）
- ワンズワース・コモン（1887年に管理税が委員会に移管）
- レイヴンズコート・パーク（1888年）
- クリソルド・パーク（1889年）
- ダリッジ・パーク（委員会が設計、ただし1890年の開園は後継のロンドン郡議会による）

1878年首都圏コモンズ法のもと、首都土木委員会は公共のアクセス権を守るために、首都の共有地の購入権と売却権を獲得した。委員会はまた、ストリータム・コモンとトゥーティング・コモンの土地の権利も購入した。

## 組織

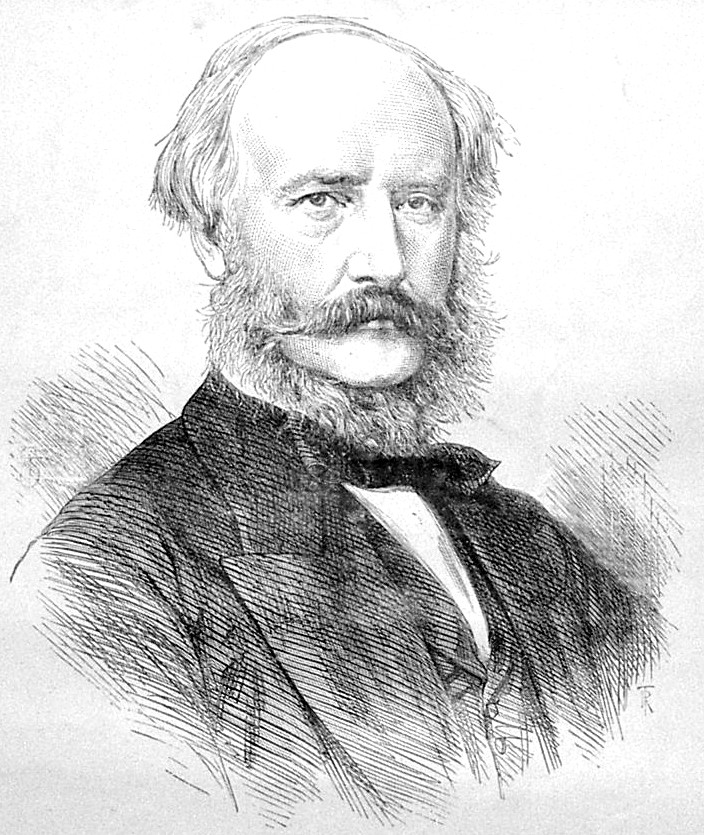
2代目委員長、ジェイムズ・マクナーテン・ホッグ。

当初、首都土木委員会はシティ・オブ・ロンドンのギルドホールで会合を開き、ソーホーのグリーク・ストリートに本部を置いていた。その後、スプリング・ガーデンズに本部が置かれた。これは首都土木委員会の主任建築家フレデリック・マラブルが設計し、1859年に建設されたイタリアネイト様式の建築である。スプリング・ガーデンズは首都土木委員会の換喩になった。1870年8月8日にジョン・スウェイツが死去すると、のちのマグヘラマーン卿であるジェイムズ・マクナーテン・ホッグがその跡を継ぎ、首都土木委員会が廃止されるまで委員長を担った。1885年、地区事業局の分割やメンバーの増加に伴って、委員の数が59人に増加した。

## スキャンダル
首都土木委員会は、ロンドンの人々からはほとんど愛されていなかった。不動産所有者の全員が、地方自治税として首都土木委員会に工事費を払わなければならなかった。しかし、合同委員会であるという性質上、委員たちは世論の影響を受けなかった。 さらに悪いことに、首都土木委員会が発行した建築契約が非常に多かったため、入札を希望するには委員であることが望ましいとされた。首都土木委員会はこれらの決定のほとんどを秘密裏に行っていた。1880年代後期には、汚職事件が相次いで起こり、王立委員会による調査につながった。この時までに、人々は首都土木委員会を「首都役得委員会」と呼んでいた。
首都土木委員会のスキャンダルの本質は、シャフツベリー・アベニューの建設に必要な敷地であるとして、首都土木委員会がピカデリーサーカス内の旧パビリオン・ミュージック・ホールを1879年に購入したことに現れている。シャフツベリー・アベニューの建設の初期段階では、その敷地はミュージック・ホールの所有者であったR・E・ヴィリアーズに当分貸し出されていた。ヴィリアーズは首都土木委員会への通常の納付に加えて、優遇のため小額の金銭を首都土木委員会の主任鑑定士F・W・ゴダードに秘密裏に払っていた。
1883年、道路を建設するために敷地の取り壊しが行われそうになった。そこでヴィリアーズは、ゴダードと鑑定士補佐トマス・ジェイムズ・ロバートソンと会い、新しいパビリオンのために敷地の残りを譲渡するよう請け合った。ゴダードとロバートソンは、敷地の一角をW・W・グレイに所有させることと引き換えに、ヴィリアーズを手助けすることに合意した。実はグレイはロバートソンの兄であったが、もちろんヴィリアーズにはすぐ分かるはずもなかった。
1884年10月、ロバートソンはヴィリアーズに「首都土木委員会に敷地を貸す正式な申し出をする時が来た」と告げ、ヴィリアーズは正式に年2700ポンドの地代を提示した。委員会は、監督建築家ジョージ・ヴリアミーに敷地の値踏みを指示した。しかし、ヴリアミーは高齢であり、実際には仕事の全てを部下、すなわちゴダードとロバートソンに任せていた（副委員長は「ゴダード氏とロバートソン氏はヴリアミー氏だ」と言っている）。ゴダードとロバートソンは地代を年3000ポンドと見積もった報告書を用意し、ヴィリアーズはすぐに受諾した。この賃貸契約は、4000ポンドというより高額な見積もりが提示されていたのにもかかわらず、委員会を大急ぎで無理やり通過した。
敷地は2つに分割され、大きい敷地が2650ポンド、西側の角が350ポンドで貸し出された。ゴダードはヴィリアーズからの割り増し金を徴収し続け、西側の角をグレイに譲渡した。グレイはティッチボーン・ストリートに所有していたパブを売却し、その利益である1万ポンドをゴダードとロバートソンに山分けした。1886年12月、ヴィリアーズはパビリオンを売却し、ゴダードはその収益から総額5000ポンドを受け取った。

### 補助金の収賄
何年もの間、委員会には賃貸を申し込む人々に建築家として委員会のメンバーを使う傾向があるということが漠然とほのめかされていた。 たとえば、ジェイムズ・エベネザー・サンダーズはパビリオン、ノーサンバーランド・アベニューのグランド・ホテルとメトロポール・ホテルの主任建築家として任命されていたが、どの土地も委員会によって所有されており、実際にはほとんど作業がなされなかった。フランシス・ヘイマン・ファウラーは、委員会のメンバーとして多くの仕事を行っていたが、明らかに贈賄であるとわかる状況で土地所有者や借家人から金銭を受け取っていた。
より悪質なレベルのものでは、劇場を安全点検を行う責任を担っていた委員会の建築家補佐ジョン・ヘッブの事例がある。ヘッブは、近い間に自分が点検を行う劇場の支配人たちに、無料のチケットを送ってほしいという手紙を書くことを始めた。委員会には劇場を閉鎖する権限があったため、ほとんどの劇場がそれに応じた。しかし、ヘッブの点検や贈り物を無理やり送ってもらおうとするやり方に不快感を感じていた支配人たちは、劇場後方の席や柱の後ろの席のチケットをヘッブに送りがちであった。

### 王立委員会
ゴダードとロバートソンの汚職事件は、1886年10月25日からの『フィナンシャル・ニュース』紙の連載記事で暴露された。委員会は、マグへラマーン委員長のもとで不適格な調査を行った。その結果、ロバートソンが「委員会に知らせることなく親戚を委員会の借地人にしたことは無分別」であるが、「より痛烈な非難」に値するものは何もないとした。 反委員会派の運動家たちはこれに満足せず、首都土木委員会に圧力をかけ続けた。反委員会感情の高かったパディントン・サウスの代表であったランドルフ・チャーチルの発議により、1888年2月16日、庶民院は首都土木委員会を調査するための王立委員会の設立を議決した。
ハーシェル卿を委員長に置いた王立委員会は、『フィナンシャル・ニュース』紙の主な主張は正しく、それどころか実際よりも控えめに述べられていることを確認した。委員会のメンバーであった建築家の汚職など、他のスキャンダルも発覚した。しかし、汚職が首都土木委員会固有のものであるという批評家の見方は否定した。
王立委員会が公聴会の準備をしている間、地方自治局長チャールズ・リッチーは、選挙制の郡議会がイギリス全土で創設されることを公表した。この法案には、サリー州、ミドルセックス州、ケント州を首都土木委員会の管轄から切り離してロンドン郡として創設する条項がほとんど隠されていた。この決定は、ロンドン市改革連盟の反委員会派の運動家が概して求めていたものであった。

## 廃止
1888年地方自治法により、首都土木委員会は廃止された。そして1889年1月21日にロンドン郡議会が選出され、同年4月1日に新しい権限を引き継いだ。お払い箱になった首都土木委員会にとって、最後の数週間は最も不名誉な時期であった。ロンドン郡議会は財政的な責任を引き継ぐことになり、首都土木委員会は引退する委員に多額の恩給を、また転任する委員に多額の給料を支払い始めた。そして、メリルボーンにあるサマリタン病院に、追加で12フィートの舗道を与えることを決定した。これにロンドン郡議会は反対し、首都土木委員会にこの決定を下さないよう求める書簡を出した。しかし、首都土木委員会はこれに返事をせず舗道の許可を与えた。
最終的に、首都土木委員会はブラックウォール・トンネルの買い付けの申し込みを受け、納会でその契約を裁定することを決定した。ロンドン郡議会は再び首都土木委員会に書簡を送り、この決定を任せるよう求めた。1889年3月18日、首都土木委員長は契約を継続するつもりであると返信した。そのためロンドン郡議会は政府に訴えて権限を行使させ、同月21日に首都土木委員会は廃止され、ロンドン郡議会がそれを引き継いだ。
雑誌『パンチ』は、委員会廃止を記念する風刺画を掲載した。この風刺画では、黒い鎧、すなわち恐喝で委員会が表象されている。また、引用文では委員会が「汚職が芸術の水準までいかに高められるか」を示していると称賛している。
委員会本部が置かれたスプリング・ガーデンズはロンドン郡議会に引き継がれ、カウンティ・ホールが建設される1922年まで使われた。スプリング・ガーデンズはのちに「旧カウンティ・ホール」と改名され、1958年に本来の100年間の賃貸契約が切れるまで郡議会の補助的な事務所として存続した。その後、中央政府の事務所として使われ、1971年にブリティッシュ・カウンシルの新たな本部を建設するために取り壊された。現在この敷地はザ・マル脇、アドミラルティ・アーチに隣接している。

## 歴代委員長
- ジョン・スウェイツ（1855–1870年）
- ジェイムズ・マクナーテン・ホッグ（1870–1889年）

## 関連記事
- 首都土木委員会の委員一覧（英語）